# Euryglottis dognini
Euryglottis dognini är en fjärilsart som beskrevs av Rothschild 1896. Euryglottis dognini ingår i släktet Euryglottis och familjen svärmare. Inga underarter finns listade i Catalogue of Life.

## Beskrivning

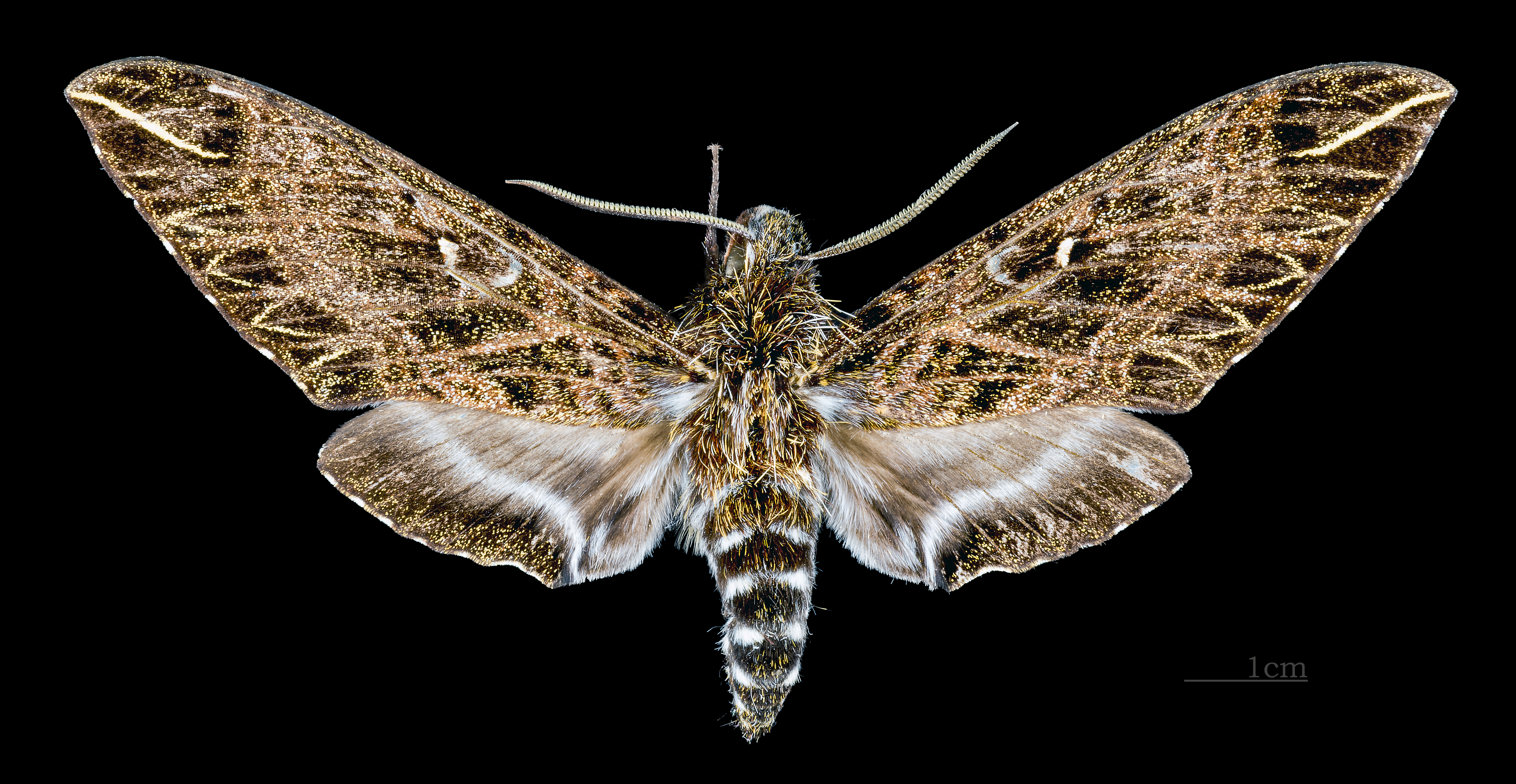
Euryglottis dognini   ♀
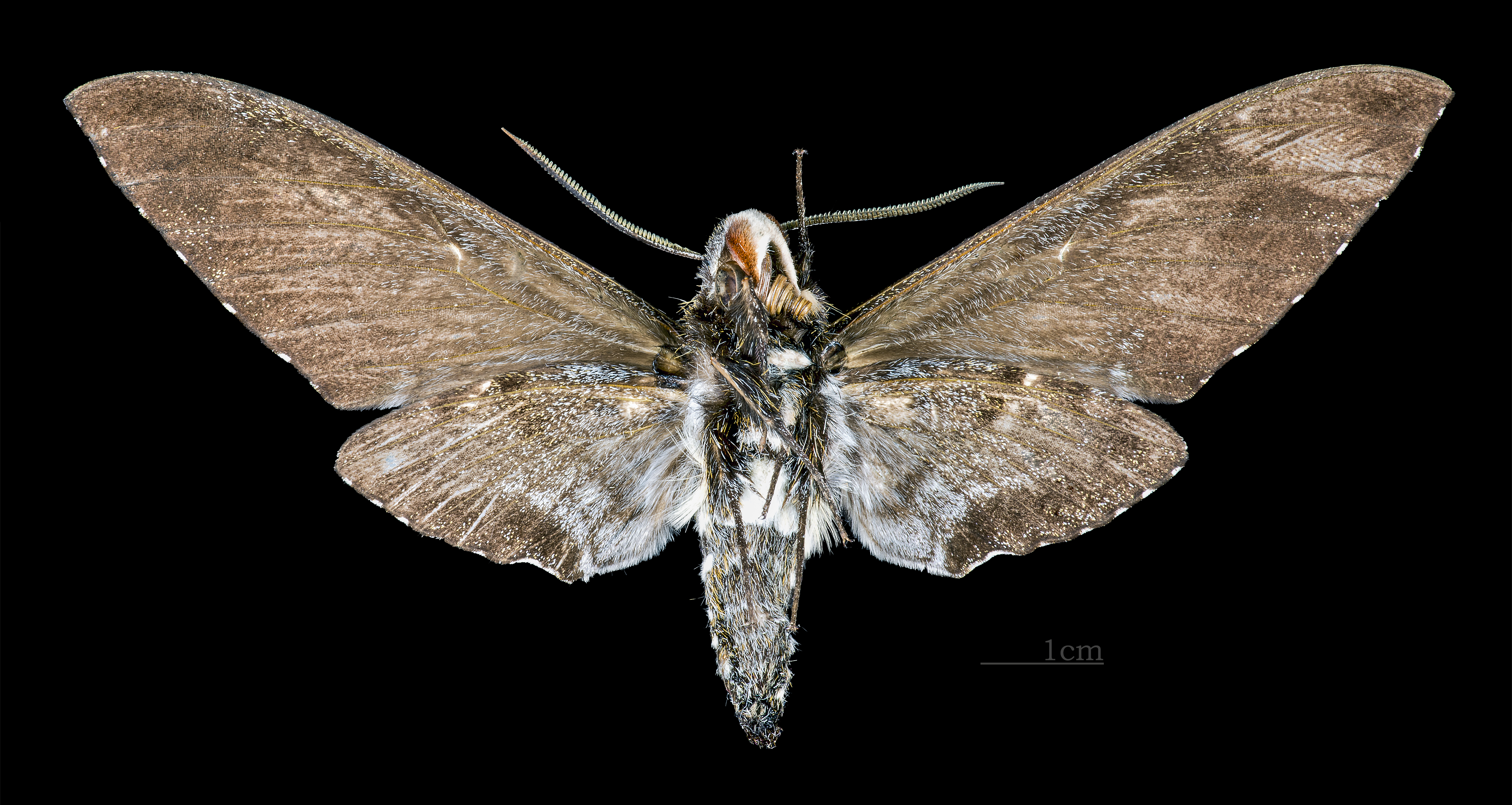
Euryglottis dognini  ♀ △